# Сернистые соединения нефти
Сернистые соединения нефти — сложные смеси, состоящие из меркаптанов, сульфидов, а также дисульфидов и гетероциклических соединений. Сера является самым распространенным из гетероатомов в нефти и нефтепродуктах. Её содержание в нефти составляет от сотых долей процента (бакинские, туркменские, сахалинские нефти) до 5—6 % (нефти Урало-Поволжья и Сибири), реже до 14 % (месторождение Пойнт, США). Наиболее богатой сернистыми соединениями является нефть, залегающая среди карбонатных пород, а нефть песчаных отложений, наоборот, содержит в 2—3 раза меньше серосодержащих соединений (причём максимум их содержания наблюдается у нефтей, залегающих на глубине 1500—2000 м — в зоне главного нефтеобразования). Нефтей, совершено лишённых серы, не существует, а высокое её содержание является результатом вторичного их осернения.
Определение серы в нефти и её удаление имеет большое значение, так как сернистые соединения неблагоприятно воздействуют на качество нефтепродуктов, отравляют дорогостоящие катализаторы нефтепереработки и при сгорании загрязняют окружающую среду.

## Физические и химические свойства соединений
Среди сернистых соединений нефти и нефтяных фракций различают три группы. К первой относятся сероводород и меркаптаны, которые обладают кислотными свойствами, в связи с чем, являются наиболее коррозионно-активными. Ко второй группе относят нейтральные на холоду и термически мало устойчивые сульфиды и дисульфиды, при 130—160 °С они начинают распадаться с образованием сероводорода ({\displaystyle {\ce {H2S}}}) и меркаптанов. В третью группу соединений входят термически стабильные циклические соединения — тиофаны и тиофены.
Сероводород в нефти встречается редко, однако он может образовываться в процессе переработки нефти и нефтяных фракций. Сернистый водород представляет собой бесцветный ядовитый газ со сладковатым вкусом, имеющий запах протухших куриных яиц. При малых концентрациях в воздухе вызывает тошноту, рвоту, головную боль, а высокие концентрации {\displaystyle {\ce {H2S}}} смертельны (предельно допустимая концентрация в воздухе 10 мг/м³). Нефти, содержащие в своем составе сероводород, могут вызвать сильное коррозионное разрушение резервуаров, судов, цистерн и трубопроводов.
Меркаптаны обладают сильным неприятным запахом, который чувствуется в чрезвычайно низких концентрациях от 10−7 до 10−8 моль/л. Это свойство используют на практике: их специально добавляют в природный газ, чтобы можно было установить утечку газа и обнаружить по запаху неисправность газовой линии.  Помимо этого, низкомолекулярные тиолы токсичны, они вызывают слезоточивость, головокружение, головную боль. Из всех сернистых соединений нефти они наиболее опасные (в особенности — ароматические) и обладают способностью к самоокислению с образованием сульфоновой и серной кислот. В связи с тем, что тиолы — это легколетучие жидкости, они также могут входить в состав нефтяного газа.
Сульфиды и дисульфиды также обладают сильным запахом, однако не настолько резким, как у меркаптанов. В нефтях они встречаются в виде алифатических и циклических соединений. Основное количество серы в нефтях содержится в виде производных тиофанов и тиофенов.
Сернистые соединения в моторных топливах снижают их химическую стабильность и полноту сгорания, придают неприятных запах и вызывают коррозию двигателей. В бензинах — понижают антидетонационные свойства. Помимо этого, соединения серы отравляют дорогостоящие катализаторы переработки нефти, а при сгорании загрязняют атмосферу, выделяя оксиды серы.

## Методы определения
На сегодняшний день разработано множество различных методов определения, от классических химических до современных инструментальных, включая ультрафиолетовую и рентгеновскую флуоресценцию. Выбор подходящего метода определения серы зависит от природы и состава анализируемого объекта, требуемого диапазона концентраций, точности, а также бюджетных возможностей лаборатории.
Условно все методы можно разделить на три большие группы:
1. методы, основанные на окислении серы и анализе полученных оксидов;
2. методы, основанные на восстановлении серы до сернистого водорода;
3. спектральные методы (основанные на рентгеновском излучении и атомно-эмиссионные).

| | ASTM        | IP      | EN ISO      | ISO         | UOP     | ГОСТ                |
| --- | ----------- | ------- | ----------- | ----------- | ------- | ------------------- |
| Бомбовый метод                                                                                              | D129        | 61      | —           | —           | —       | 3877                |
| Ламповый метод                                                                                              | D1266       | 62 107  |             |             | —       | Р51859 19121        |
| Сжигание в кислородно-водородной горелке                                                                    | —           | 243     | 24260       | 4260        | 586     | —                   |
| Сжигание в кварцевой трубке                                                                                 | D1551       | 63      | —           | —           | —       | 1437                |
| Высокотемпературный метод                                                                                   | D1552       | —       | —           | —           | 864     |                     |
| Волнодисперсионный рентгенофлуоресцентный анализ                                                            | D2622 D6334 | 497 447 | 14596 20884 | 14596 20884 | —       | Р52660-2006         |
| Окислительная микрокулонометрия                                                                             | D3120 D3961 | 373     | —           | 16591       | 727 731 | —                   |
| Восстановление в водороде и ратеометрическая колориметрия                                                   | D4045 D6212 | —       | —           | —           | —       | —                   |
| Энергодисперсионный рентгенофлуоресцентный анализ                                                           | D4294 D6445 | 336 496 | 20847 8754  | 8754 20847  | 836     | Р50442 P51947       |
| Волнодисперсионный рентгенофлуоресцентный анализ, определение присадок                                      | D4927 D6443 | 407     | —           | —           | 842     | —                   |
| АЭС–ИСП, определение присадок                                                                               | D4951 D5185 | —       | —           | —           | —       | —                   |
| Окислительный пиролиз и УФ флуоресценция                                                                    | D5453       | 490     | 20846       | 20846       | —       | Р ЕН ИСО 20846-2006 |
| Окислительное сжигание и электрохимическое детектирование                                                   | D6920       | —       | —           | —           | —       | —                   |
| Волнодисперсионный рентгенофлуоресцентный анализ с использованием монохроматического излучения              | D7039       | —       | —           | —           | —       | —                   |
| Энергодисперсионный рентгенофлуоресцентный анализ с использованием низкофонового пропорционального счетчика | D7212       | 531     | —           | —           | —       | —                   |
| Рентгенофлуоресцентный анализ с использованием поляризованного излучения                                    | D7220       | 532     | —           | —           | —       | —                   |
| Восстановление на никеле Ренея                                                                              | —           | —       | —           | —           | 357     | 13380               |

## Методы очистки
Очистка нефтепродуктов от серы связана с постоянным повышением требований к качеству моторных и печных топлив, а также с решением вопросов охраны окружающей среды. Из-за того, что дистилляты, получаемые в процессах переработки нефти, отличаются между собой количеством и составом сернистых соединений, методы и условия очистки нефти различны.
Легкие фракции, содержащие преимущественно низкомолекулярные сернистые соединения (часть из которых представлена сероводородом и легкими меркаптанами), можно очистить простыми по технологическому оформлению химическими методами, например, щелочной очисткой.
При щелочной очистке сероводород реагирует с образованием кислых и средних солей:
{\displaystyle {\mathsf {H_{2}S+NaOH\rightarrow NaHS+H_{2}O}}}
{\displaystyle {\mathsf {H_{2}S+2NaOH\rightarrow Na_{2}S+2H_{2}O}}}
{\displaystyle {\mathsf {Na_{2}S+H_{2}S\rightarrow 2NaHS}}}
Меркаптаны дают при взаимодействии со щелочью меркаптиды:
{\displaystyle {\mathsf {RSH+NaOH\rightarrow RSNa+H_{2}O}}}
Для более тяжелых фракций, содержащих в основном циклические и полициклические высокомолекулярные сернистые соединения, требуется проводить глубокую и сложную очистку.
В промышленности также используется гидроочистка и сульфирование. В процессе гидроочистки все органические соединения серы подвергаются гидрогенолизу с образованием сероводорода, который затем используется для получения элементарной серы и серной кислоты. В процессе очистки протекают реакции гидрокрекинга, дегидрирования нафтеновых и дегидроциклизации парафиновых углеводородов, а также гидрирование ароматических углеводородов.
С точки зрения экологии, способы щелочной очистки и сульфирования являются неприемлемыми, так как в результате образуются трудноутилизируемые кислотно-щелочные стоки, а в процессе гидроочистки получается поток сероводорода.